# Christian Karl Leman
Christian Karl Leman (auch Christian Carl Leman; Pseudonym: Hugo Dezius; * 9. März 1779 in Deetz; † 7. Juli 1859 in Halle (Saale)) war ein deutscher Rechtswissenschaftler und Richter.

## Leben
Leman war der Sohn des Pastors Johann Gottfried August Leman. Er studierte Rechtswissenschaft an der Brandenburgischen Universität Frankfurt an der Oder. 1800 wurde er Auskultator beim Stadtgericht in Frankfurt an der Oder. Von dort kam er 1803 als Assessor an das Hofgericht in Berlin, dann an das Hofgericht in Insterburg. Anschließend kam er an das dortige Oberlandesgericht Insterburg, an dem er 1809 zum Oberlandesgerichtsrat befördert wurde. 1827 kam er als Oberlandesgerichtsrat an das Oberlandesgericht Marienwerder, bevor er 1842 auf eigenen Wunsch in den Ruhestand versetzt wurde.
Leman wurde 1842 zum Geheimen Justizrat ernannt und ließ sich in Halle an der Saale nieder. Dort lebte er bis zu seinem Lebensende.

## Werke (Auswahl)
- Versuch eines Anhangs zum ostpreußischen Provinzialrechte, Insterburg 1816.
- Handbuch über das ostpreußische Provinzialrecht, mehrere Hefte, Insterburg 1821–1826.
- Historisch-geographische Einleitung in die Provinzialrechte Westpreußens, Marienwerder 1830
- Das alte Kulmische Recht: mit einem Wörterbuche, Dümmler, Berlin 1838.
- Ueber Oeffentlichkeit und Mündlichkeit des Strafverfahrens in den preussischen Gerichten, Schroeder, Berlin 1842.